# Panamomops fedotovi
Panamomops fedotovi är en spindelart som först beskrevs av Dmitry Evstratievich Kharitonov 1937.  Panamomops fedotovi ingår i släktet Panamomops och familjen täckvävarspindlar. Inga underarter finns listade i Catalogue of Life.